# 丘克瓦
49°27′37″N 23°10′40″E / 49.46028°N 23.17778°E
丘克瓦（烏克蘭語：Чуква），是烏克蘭西部的村莊，隸屬利維夫州的桑比爾區。該村處於奧列布河畔，始建於1415年，面積24.86平方公里，海拔高度311米，2001年人口1,537。